# Henrique de Grosmont, Duque de Lencastre
Henrique de Grosmont KG, 1.º Duque de Lencastre, 1.º Conde de Derby e 4.º Conde de Lencastre e Leicester (Castelo de Grosmont, 1304 - Leicester, 23 de março de 1361), foi um nobre inglês, senescal de Inglaterra, primogênito e único filho varão do conde Henrique de Lencastre e de Matilde de Chaworth. Foi um dos cavaleiros fundadores da Ordem da Jarreteira, o segundo a receber a Ordem.
Sucedeu a seu pai nos condados de Lencastre, Leicester e Derby com a sua morte em 1348. Foi um proeminente político, diplomata e soldado; graças a suas ações é conseguido uma monumental -ainda que curta- paz com a França, ganhando com ele os favores de seu primo, o rei Eduardo III.
Por seus serviços para a coroa, foi agraciado com a elevação do seu condado de Lencastre ao posto de ducado em 1351, tornando-se o primeiro duque de Lencastre. Henrique morre, vítima da peste, em Leicester.

## Casamento e descendência

Brasão de Armas

Casou-se em 1334 com Isabel de Beaumont, da qual teve duas filhas:
- Matilde (1335 - 1362), condessa de Leicester com a morte de seu pai; casada primeiro com Ralph Stafford (m.1348) e depois com Guilherme I de Wittelsbach, duque de Baviera-Satrubing, conde de Holanda e de Henao (n.1330-m.1388).
- Branca (25 de março de 1345 - 12 de setembro de 1369), condessa de Lencastre e de Derby com a morte de seu pai, casada com João de Gante, futuros sogros de João I de Portugal e pais de Henrique IV de Inglaterra.